# Palazzo del Podestà (Rimini)
Il Palazzo del Podestà è un monumento medioevale di Rimini e fu eretto nel 1334. Al piano terreno ha un prospetto con tre archi gotici frontali; da quello centrale pendeva la corda destinata all'impiccagione dei re. Nel piano superiore merlato si aprono altre finestre minori. L'edificio si trova accanto al Palazzo dell'Arengo, in piazza Cavour.